# Wiseman (canción)
«Wiseman» (a veces llamada «Wise Man» o «WiseMan») es una canción inédita del cantante estadounidense de R&B Frank Ocean. La canción fue escrita en 2012 para la película Django Unchained, pero fue cortada. Más tarde, Ocean publicó la canción en su página de Tumblr el 23 de diciembre de 2012. La canción ganó notoriedad en 2023, después de que Ocean interpretara una versión «punk rock» en Coachella. Ese mismo año, el rapero canadiense Drake presentó una destacada muestra vocal de «Wiseman» en su canción «Virginia Beach».
En "Wiseman", Ocean presenta sus pensamientos sobre los profundos efectos emocionales de la esclavitud, comentando su relación con la familia y la fuerza personal. Reflexiona sobre la lucha de los esclavos a lo largo de la historia estadounidense. La canción también habla sobre  masculinidad tóxica y cómo se transmite a través de generaciones sucesivas. La pista presenta guitarras y violines que evocan bandas sonoras de películas wéstern.
«Wiseman» tuvo una acogida positiva por parte de los críticos, que elogiaron la letra y los temas de la canción.

## Antecedentes
En una entrevista de noviembre de 2012 con GQ, Ocean mencionó que tenía muchos proyectos en desarrollo, incluida una canción escrita para Django Unchained, dirigida por Quentin Tarantino, cuyo lanzamiento estaba previsto para ese mismo año. Sin embargo, una canción de Frank Ocean no estaba en la banda sonora de la película cuando se estrenó el 18 de diciembre de 2012. Tarantino emitió un comunicado explicando la omisión de la canción, diciendo que pensaba que la canción era una «balada fantástica», pero que «simplemente no había una escena para ella». Profundizando, dijo: «Podría haberlo incluido rápidamente solo para tenerlo, pero no fue por eso que lo escribió ni por eso fue su intención». El 23 de diciembre de 2012, Ocean lanzó «Wiseman» a través de su sitio Tumblr. La canción también apareció en una edición pirata de vinilo de 2013 de canciones inéditas de Ocean tituladas Unreleased, Misc.
«Wiseman» finalmente se utilizó en la película Southpaw de 2015, donde apareció en el fondo de la escena final. En Coachella 2023, durante la controvertida actuación principal de Ocean, realizó un remix «punk rock» de la canción. El tema de apertura, «Virginia Beach», del álbum de 2023 del rapero canadiense Drake, For All the Dogs, presentó una destacada muestra vocal de «Wiseman», cuya integración fue elogiada por la crítica.

## Composición y temas
Como «Wiseman» fue escrita para Django Unchained, la letra refleja las luchas del personaje principal a lo largo de la película, así como la lucha «intemporal» de los esclavos a lo largo de la historia estadounidense. La canción contiene temas de familia, reencarnación y fuerza, con letras que describen los efectos psicológicos duraderos de la esclavitud. La canción ha sido descrita tanto por Quentin Tarantino como por críticos musicales como una balada, con Ocean cantando sobre notas de guitarra que recuerdan a las bandas sonoras de las películas wéstern clásicas.
Líricamente, la canción también comenta sobre la masculinidad en la sociedad moderna. Ocean, un hombre bisexual, reflexiona y critica las expectativas sociales sobre la masculinidad. La letra inicial de la canción describe a varios hombres: hombres débiles, hombres fuertes, hombres buenos y hombres tristes. Ocean explica cómo se crea y difunde entre los hombres un «culto a la masculinidad», que se transmite de generación en generación.

## Recepción de la crítica
«Wiseman» recibió una acogida positiva por parte de los críticos, quienes elogiaron la interpretación de Ocean y la letra y los temas de la canción. Escribiendo para Billboard, Natalie Maher calificó la canción de «hermosa» y elogió sus temas de familia, reencarnación y fuerza. Chris Martins de Slate elogió la «guitarra eléctrica brillante» y las «letras contemplativas» de la canción, comparándola con el mixtape anterior de Ocean, Nostalgia, Ultra. Mike Wolf de American Songwriter elogió la profundidad emocional que Ocean aportó a la pista, diciendo que era «todo lo que la película no era». La escritora de Slate, Aisha Harris, amplió este sentimiento y dijo que «Wiseman» era «inquietantemente hermoso y no pertenece a Django Unchained». Explicó que, a diferencia de la película, Ocean investigó profundamente «los efectos psicológicos y emocionales de la esclavitud».